# لويز داوتي
لويز داوتي (بالإنجليزية: Louise Doughty)‏ (4 سبتمبر 1963 في المملكة المتحدة)؛ كاتِبة، صحفية وروائية بريطانية.